# ANTARES

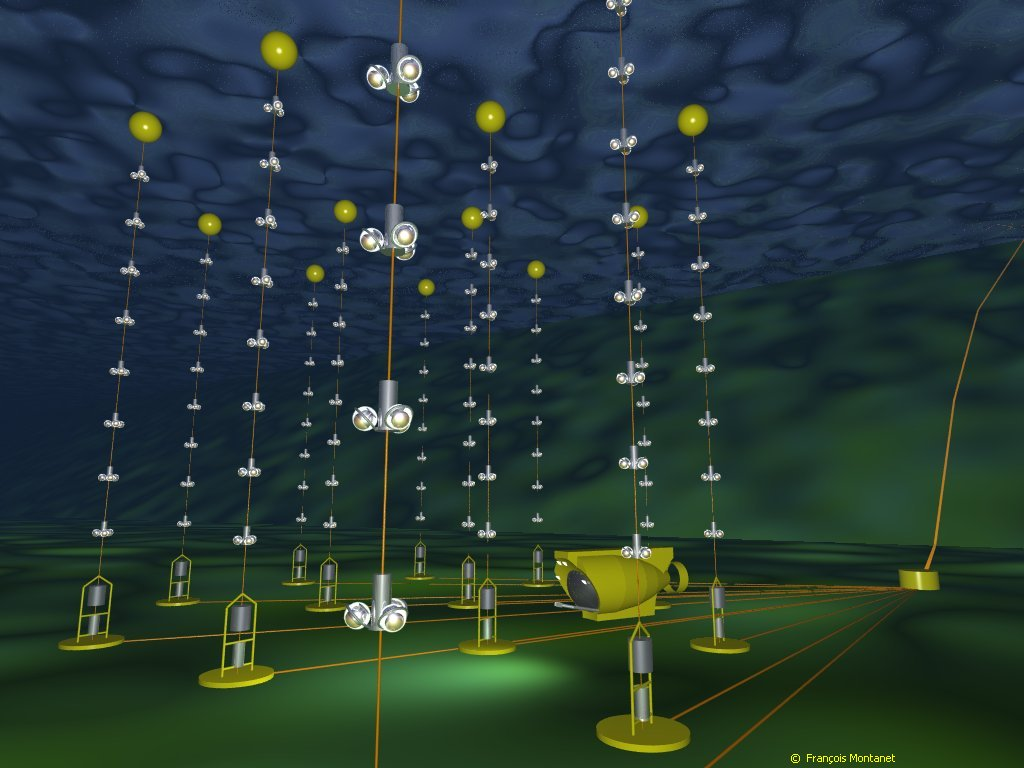
Esquema d'ANTARES

ANTARES (de l'anglès, Astronomy with a Neutrino Telescope and Abyss environmental RESearch project) és un telescopi de neutrins submergit al fons del mar Mediterrani, a 40 km de la costa de Toló (França), que detecta la radiació de Txerenkov emesa per muons en direcció ascendent, procedents de neutrins que han travessat tota la Terra.
El detector està compost per aproximadament 1.000 fotomultiplicadors disposats en 12 línies verticals, que estan distribuïdes en una àrea de 0,1 km² amb una altura de prop de 350 metres.
La construcció del detector fou finalitzada el 30 de juny de 2008, amb l'encesa de les dues últimes línies de fotomultiplicadors.
La col·laboració ANTARES està composta per aproximadament 150 enginyers, tècnics i físics d'Alemanya, Espanya, França, Països Baixos, Itàlia, Romania i Rússia. En particular, la col·laboració espanyola està conformada per l'Institut de Física Corpuscular (IFIC) i per la Universitat Politècnica de València.